# Jānis Roberts Tillbergs
Jānis Roberts Tillbergs, né le 2 juillet 1880 à Riga et mort le 7 novembre 1972 dans la même ville, est un peintre letton, chevalier de l'Ordre des Trois Étoiles. Il est l'auteur du design des pièces d'un et de deux lats étant en circulation entre 1922 et 1945 dans la jeune République de Lettonie. De 1921 à 1932 et de 1947 à 1957, il est professeur à l'Académie des beaux-arts de Lettonie.

## Biographie
Tillbergs naît dans la famille d'ouvrier des chemins de fer. Il montre l'aptitude au dessin dès son plus jeune âge. Après les études à l'école réale (de l'allemand Realschule - l'établissement d'enseignement secondaire) de Riga en 1892-1898, il travaille pendant un an comme comptable et comme dessinateur industriel, afin d'économiser un peu d'argent pour le voyage à Saint-Pétersbourg. Parallèlement il prend les cours de sculpture chez Auguste Foltz et les cours de dessin chez Bernhards Karls Kristiāns Borherts (1862–1945) en cours du soir de l'école des artisans de Riga (Rīgas amatniecības skola). En 1900, il part pour Saint-Pétersbourg, suivre une formation à l'atelier de gravure de Léon Dmitriev-Kavkazski. Puis, en 1901, il intègre l'Académie russe des beaux-arts. Son style est grandement influencé par ses professeurs Dmitri Kardovski et Ian Tsionglinski. Parmi ses autres professeurs on retrouve aussi Vassili Savinski (ru) et Ivan Tvorojnikov. À partir de 1901, Tillbergs collabore avec le journal letton Austrums, Il y publie notamment les illustrations du récit La faim et l'amour (Bads un mīlestība) d'Andrievs Niedra.
Les événements de la révolution russe de 1905 mettent en suspens le fonctionnement des établissements scolaires de Moscou. Tillbergs décide de partir en voyage en Europe. Il se rend à Paris et visite les musées et les ateliers de Jacques-Émile Blanche et Charles Cottet.
Diplômé en 1909, Tillbergs participe l'année suivante à la première exposition des peintres lettons. Sa carrière professionnelle commence à l'école des beaux-arts de Riga. Il est également l'un des fondateurs de la société lettonne d'encouragement des beaux-arts et devient son président en 1914.
Lors de la Première Guerre mondiale, dès 1915, il sert dans la Croix-Rouge russe. Après la révolution d’Octobre, travaille à Petrograd, puis à l'École artistique de Vitebsk alors dirigée par Mstislav Doboujinski en 1918-1919.
À la fin de la guerre d'indépendance de la Lettonie, il rentre à Riga et dirige l'atelier de peinture figurative à l'Académie des beaux-arts de Lettonie fraichement fondée, il fait partie de son premier corps enseignant. Il ouvre son propre studio en 1932.
Après l'occupation du pays par l'Armée rouge suivie de son incorporation forcée dans l'URSS en 1940, Tillbergs, loyal envers le nouveau régime, exécute plusieurs tableaux représentant les dirigeants soviétiques, comme le portrait de Joseph Staline en 1941 ou la composition intitulée Karl Marx et Friedrich Engels rédigeant le manifeste communiste (1947) ou encore Kaugurieši (1957). Il reprend son poste de professeur à l'Académie des beaux-arts en 1947-1957.
L'artiste est inhumé au cimetière de la Forêt à Riga.